# Solo stanotte
Solo stanotte è un singolo del cantautore italiano Holden, pubblicato il 5 marzo 2024 come terzo estratto dal secondo EP Joseph.

## Descrizione
Il brano è scritto, composto e prodotto dallo stesso cantautore.

## Promozione
Il brano è stato presentato in anteprima nel corso della ventitreesima edizione del talent show Amici di Maria De Filippi.

## Video musicale
Il video musicale è stato pubblicato il 12 marzo 2024 attraverso il canale YouTube del cantautore.

## Tracce
Testi e musiche di Joseph Carta.
1. Solo stanotte – 3:42